# Jimmy Vee
Jimmy Vee (ur. 5 listopada 1959 w Szkocji) – brytyjski kaskader i aktor znany głównie z ról egzotycznych w serialach Doktor Who i spin-offie Przygody Sary Jane. Zagrał także rolę droida astromechanicznego R2-D2 w ósmym i dziewiątym filmie z serii Gwiezdne wojny. Jest karłem (112 cm wzrostu).

## Filmografia

### WDoktorze Who
- 2005: The End of the World jako Moxx of Balhoon
- 2005: Aliens of London jako Space Pig
- 2005: Attack of the Graske jako Graske
- 2007: Voyage of the Damned jako Bannakaffalatta
- 2008: Music of the Spheres jako Graske
- 2009: The End of Time (część 1 i 2) jako Graske

### WPrzygodach Sary Jane
- 2006: Zemsta Slitin'ów (część 1 i 2) jako Carl/Nathan Slitheen
- 2007: Co się stało z Sarą Jane? (część 1 i 2) jako Graske
- 2007: Zaginiony chłopiec (część 1 i 2) jako Carl/Nathan Slitheen
- 2008: Kuszenie Sary Jane Smith (część 1 i 2) jako Graske
- 2009: From Raxacoricofallapatorius with Love (1. część, ponieważ jest tylko 1) jako Carl/Nathan Slitheen
- 2009: Dar jako Carl/Nathan Slitheen
- 2010: Śmierć Doktora jako Groske